# Tinodes anakkunci
Tinodes anakkunci là một loài Trichoptera trong họ Psychomyiidae. Chúng phân bố ở miền Ấn Độ - Mã Lai.